# Ross (cráter)

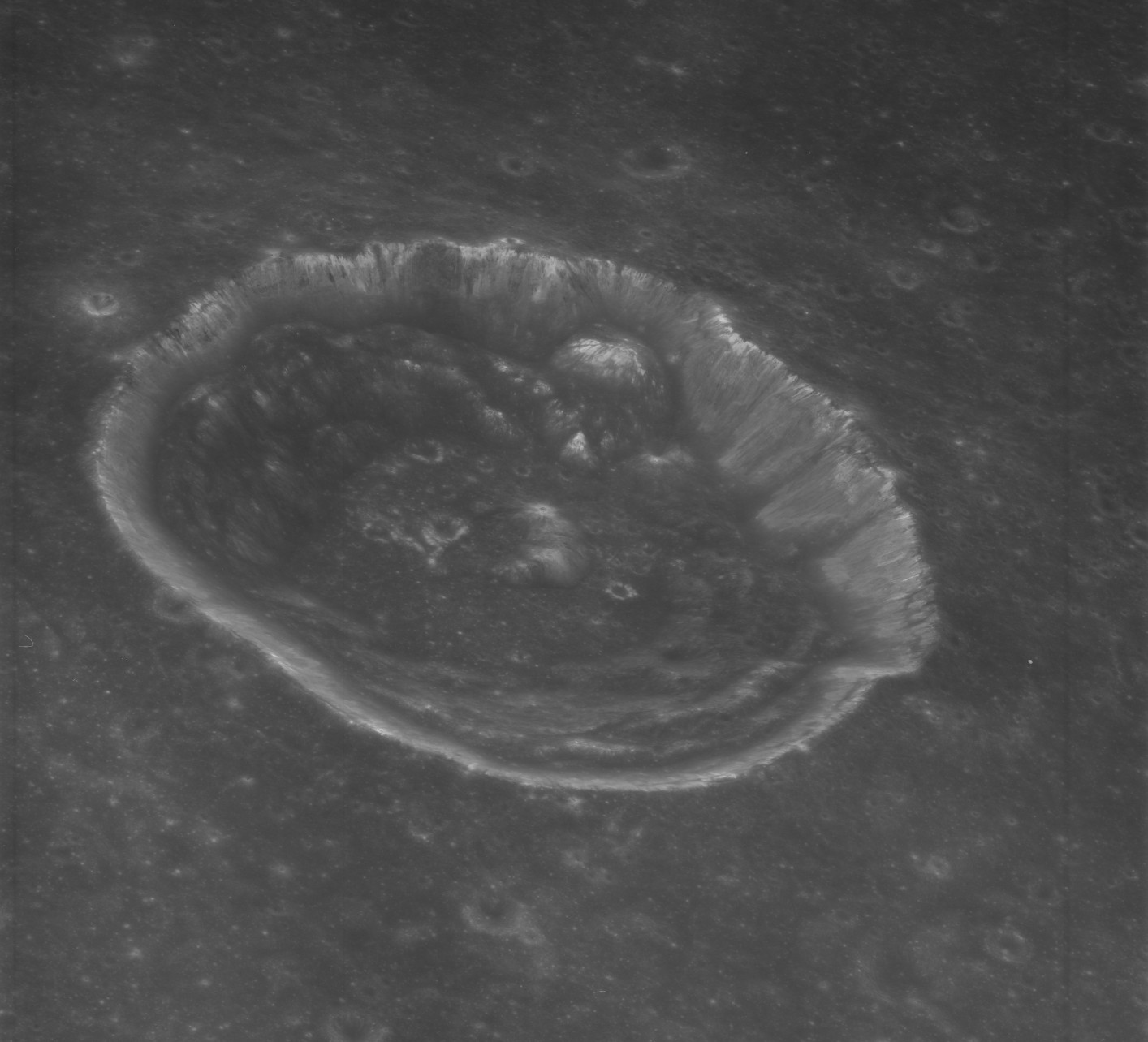
Fotografía de la misión Apolo 15

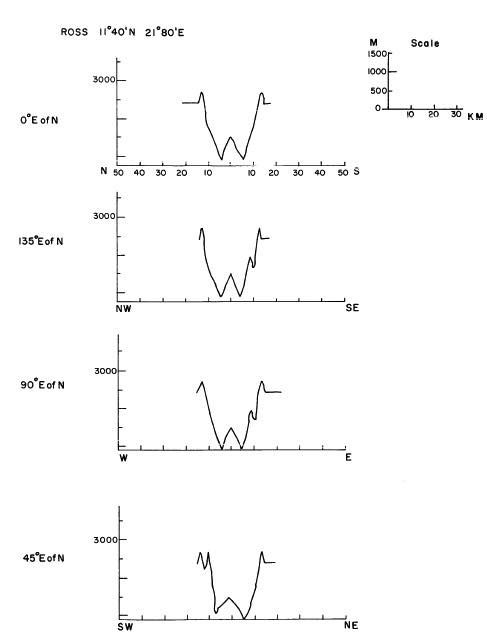
Perfiles transversales

Ross es un cráter de impacto lunar localizado en la parte noroeste del Mare Tranquillitatis. Se encuentra al sur-suroeste del cráter Plinius, y al noroeste de Maclear, inundado de lava.
|  |

Este cráter tiene una forma bastante circular, aunque algo asimétrica. Las paredes interiores presentan una serie de zonas desplomadas, depositadas sobre un suelo interior relativamente a nivel.  Posee una elevación al oeste del punto medio del cráter.

## Cráteres satélite
Por las características de la síntesis de la convención son identificadas en mapas lunares poniendo la letra en el lado del punto medio del cráter sí está más cerca de Ross.
|      | \| Ross \| Coordenadas \| Diámetro \| \| ---- \| ---------------------------- \| -------- \| \| B \| 11°24′N 20°12′E / 11.4, 20.2 \| 6 km \| \| C \| 11°42′N 19°00′E / 11.7, 19.0 \| 5 km \| \| D \| 12°36′N 23°18′E / 12.6, 23.3 \| 9 km \| \| E \| 11°06′N 23°24′E / 11.1, 23.4 \| 4 km \| \| F \| 10°54′N 24°12′E / 10.9, 24.2 \| 5 km \| \| G \| 10°42′N 24°54′E / 10.7, 24.9 \| 5 km \| \| H \| 10°12′N 21°48′E / 10.2, 21.8 \| 5 km \| |          |
| Ross | Coordenadas | Diámetro |
| B    | 11°24′N 20°12′E / 11.4, 20.2 | 6 km     |
| C    | 11°42′N 19°00′E / 11.7, 19.0 | 5 km     |
| D    | 12°36′N 23°18′E / 12.6, 23.3 | 9 km     |
| E    | 11°06′N 23°24′E / 11.1, 23.4 | 4 km     |
| F    | 10°54′N 24°12′E / 10.9, 24.2 | 5 km     |
| G    | 10°42′N 24°54′E / 10.7, 24.9 | 5 km     |
| H    | 10°12′N 21°48′E / 10.2, 21.8 | 5 km     |